# President Manuel A. Roxas
Pres. Manuel A. Roxas (Bayan ng Pres. Manuel A. Roxas) är en kommun i Filippinerna. Kommunen ligger på ön Mindanao, och tillhör provinsen Zamboanga del Norte. Folkmängden uppgår till 33 659 invånare.

## Barangayer
Pres. Manuel A. Roxas är indelat i 31 barangayer.
| - Balubo - Banbanan - Canibongan - Capase - Cape - Denoman - Dohinob - Galokso - Gubat - Irasan - Labakid | - Langatian - Lipakan - Marupay - Moliton - Nabilid - Panampalay - Pangologon - Piao - Piñalan - Piñamar | - Pongolan - Salisig - Sebod - Sibatog - Situbo - Tanayan - Tantingon - Upper Irasan - Upper Minang - Villahermoso |